# Расщепление цикла
Расщепление цикла (англ. loop splitting) — оптимизация компилятора, которая пытается упростить цикл или устранить зависимости в цикле, разбив его на несколько частей, имеющих одно и то же тело исходного цикла и различные диапазоны счётчика.

## Отслаивание цикла
Отслаивание цикла (разгрузка цикла, от англ. loop peeling) является частным случаем расщепления цикла, при котором из основного цикла выносятся одна или несколько зависимых итераций.

### Пример
Например, следующий код на языке Си:
```
int
 
p
 
=
 
10
;

for
 
(
int
 
i
 
=
 
0
;
 
i
 
<
 
10
;
 
++
i
)

{

    
y
[
i
]
 
=
 
x
[
i
]
 
+
 
x
[
p
];

    
p
 
=
 
i
;

}

```

в результате применения оптимизации преобразовывается в:
```
y
[
0
]
 
=
 
x
[
0
]
 
+
 
x
[
10
];

for
 
(
int
 
i
 
=
 
1
;
 
i
 
<
 
10
;
 
++
i
)

{

    
y
[
i
]
 
=
 
x
[
i
]
 
+
 
x
[
i
-1
];

}

```

Таким образом, компилятор выносит первую итерацию, при которой p = 10, и изменяет цикл, ведь в остальных итерациях p = i-1.
Новый код равносилен предыдущему, однако устраняет необходимость в переменной р внутри тела цикла.
Впервые данная оптимизация появилась в GCC версии 3.4, и улучшилась в версии 7.